# 2A busz (Ózd)
Az ózdi 2A jelzésű autóbuszvonal az Autóbusz-állomás, Bolyok és a Ruhagyár között húzódik, amelyet a MÁV Személyszállítási Zrt. üzemeltet.

## Története
A 2A-s helyijárat a '80-as években indult 2-es buszok csonkajáratait tartalmazza az ózdi buszállomás és az Ózdi Ruhagyár között, keresztül Bolyokon, a város legjelentősebb városrészén. Eleinte csak ezalatt a vonalszám alatt, járatainak egy része csak a Bibó István utcai lakótelepig közlekedett és onnan indult. 2017 júniusáig a Tesco ózdi egységéhez kitéréssel is jártak autóbuszok 2AT jelzéssel.

## Útvonala
| Autóbusz-állomás – Ruhagyár | Ruhagyár – Autóbusz-állomás |
| --- | --- |
| Autóbusz-állomás ➝ Munkás út ➝ Vasvár út ➝ Malom út ➝ Zrínyi Miklós út ➝ Árpád vezér út ➝ Bibó István utca ➝ Bolyki főút ➝ Ruhagyár | Ruhagyár ➝ Bolyki főút ➝ Bibó István utca ➝ Árpád vezér út ➝ Zrínyi Miklós út ➝ Malom út ➝ Vasvár út ➝ Munkás út ➝ Autóbusz-állomás |

## Közlekedése
Az autóbuszjáratok a hét minden napján közlekednek, de eléggé csekély számban. Kiegészítő járatokként a 2-es, 20-as, 20A-s, 21-es, 23-as és 26-os helyijáratok, valamint a helyi közlekedésbe bevont regionális, 4102-es, domaházai buszok vehetőek igénybe.
| Viszonylat                  | Indításszám | Közlekedési rend     |
| --------------------------- | ----------- | -------------------- |
| Autóbusz-állomás – Ruhagyár | 1 vissza    | munkanapokon         |
| Autóbusz-állomás – Ruhagyár | 1 vissza    | szabadnapokon        |
| Autóbusz-állomás – Ruhagyár | 1 oda       | munkaszüneti napokon |

### Járművek
Az autóbuszvonalon már csak szóló járművek közlekednek, melyek legtöbbje Ikarus V134, valamint Volvo típusú autóbusz, de alkalmanként helyközi forgalomban részt vevőek is megfordulnak.

## Megállóhelyei
| 0  | Autóbusz-állomás végállomás  | 0.0 km | 0  | 1, 2, 3, 4, 6, 7, 8, 12, 20A, 21, 26, 47, 68, 74, 76, 78 1031, 1034, 1051, 1369, 1384, 1411 3410, 3770, 3773, 4101, 4102, 4104, 4140, 4145, 4147, 4148, 4150, 4151, 4153, 4155, 4157, 4158, 4160, 4161, 4180, 4185, 4186 |
| 1  | Gyujtó tér                   | 0.3 km | 2  | 2, 4, 6, 7, 8, 12, 20, 20A, 21, 23, 26, 46, 47, 63, 68, 74, 76, 78 4102 |
| 2  | Városháztér                  | 0.9 km | 4  | 2, 6, 12, 20, 20A, 21, 23, 26, 63, 68, 76 1369, 1384 3770, 4102, 4180, 4185, 4186 |
| 3  | Bolyki elágazás              | 1.5 km | 6  | 2, 6, 12, 20, 20A, 21, 23, 26, 63, 68, 76 1031, 1034, 1051, 1369, 1384 3770, 4102, 4180, 4185, 4186 |
| 4  | Zrínyi Miklós út 5.          | 2.0 km | 7  | 2, 12, 20, 20A, 21, 23, 26 1369 3770, 4102, 4186 |
| 5  | Árpád Vezér Általános Iskola | 2.3 km | 8  | 2, 12, 20, 20A, 21, 23, 26 1369 3770, 4102 |
| 6  | Civil Ház                    | 2.6 km | 9  | 2, 12, 20, 20A, 21, 23, 26 1369 3770, 4102 |
| 7  | Strandfürdő                  | 2.9 km | 10 | 2, 12, 20, 20A, 21, 23, 26 1369 3770, 4102, 4186 |
| 8  | Bolyki főút, ABC áruház      | 3.4 km | 12 | 2, 12, 20, 20A, 21, 23, 26 1369 3770, 4102, 4186 |
| 9  | Bolyki főút, Asztalos Kft.   | 3.7 km | 13 | 2, 12, 20, 20A, 21, 23, 26 1369 3770, 4102 |
| 10 | Ruhagyár végállomás          | 4.2 km | 15 | 2, 20, 20A 3770, 4102, 4186 |